# Lavausseau
Lavausseau är en kommun i departementet Vienne i regionen Nouvelle-Aquitaine i västra Frankrike. Kommunen ligger i kantonen Vouillé som tillhör arrondissementet Poitiers. År 2018 hade Lavausseau 743 invånare.

## Befolkningsutveckling
Antalet invånare i kommunen Lavausseau
| Referens: INSEE |